# Wargaschi
Wargaschi (russisch Варгаши) ist eine Siedlung städtischen Typs in der Oblast Kurgan (Russland) mit 9254 Einwohnern (Stand 14. Oktober 2010).

## Geographie
Der Ort liegt im südwestlichen Teil des Westsibirischen Tieflands gut 30 Kilometer Luftlinie östlich des Oblastverwaltungszentrums Kurgan, inmitten mehrerer kleinerer Seen.
Die Siedlung ist Verwaltungszentrum des Rajons Wargaschinski.

## Geschichte
Wargaschi geht auf einen der „Vorposten“ zurück, die um 1743 in diesem Gebiet entlang der damaligen Grenze des Russischen Reiches zu den nur von nomadisierenden Steppenvölkern (zeitgenössische Bezeichnung „Kirgisen“) bewohnten südlicheren Gebiete in Form der nach dem Fluss benannten Ischim-Linie entstanden. Mit der Verlagerung der Grenze nach Süden im Verlauf des 18. Jahrhunderts verlor der nach dem Maximowskoje-See, etwa acht Kilometer nordöstlich der heutigen Siedlung, benannte Maximowski forpost seine militärische Bedeutung. „Staatliche“ (also nicht leibeigene) Bauern durften sich ansiedeln und gründeten ein zunächst als Wargaschowa (nach einem Familiennamen) bekanntes Dorf. Später wurde es an einen anderen See, etwa drei Kilometer südöstlich der heutigen Siedlung verlegt.
Ende des 19. Jahrhunderts wurde die Transsibirische Eisenbahn auf ihrem westsibirischen Abschnitt von Tscheljabinsk nach Omsk vorbeigeführt, und um den dort eröffneten Bahnhof entstand eine Stationssiedlung. Diese übertraf bald das ursprüngliche Dorf an Einwohnerzahl und Bedeutung und wurde 1924 mit der Gründung eines Rajons als dessen Verwaltungssitz selbständig. 1944 wurde der Status einer Siedlung städtischen Typs verliehen.

### Bevölkerungsentwicklung
| Jahr | Einwohner |
| ---- | --------- |
| 1939 | 2570      |
| 1959 | 7282      |
| 1970 | 8973      |
| 1979 | 9809      |
| 1989 | 9889      |
| 2002 | 9953      |
| 2010 | 9254      |

Anmerkung: Volkszählungsdaten

## Wirtschaft und Infrastruktur
Die Siedlung und der umgebende Rajon sind landwirtschaftlich, vorwiegend vom Getreideanbau geprägt; daneben wird Forstwirtschaft betrieben. In Wargaschi gibt es ein Werk für Feuerwehrausrüstungen und -fahrzeuge.
Wargaschi ist Station am südlichen Zweig der Transsibirischen Eisenbahn (Streckenkilometer 2398 ab Moskau). Nördlich an der Siedlung führt die Fernstraße M51 von Tscheljabinsk nach Nowosibirsk vorbei, Teil der transkontinentalen Straßenverbindung.